# آندریا آگوستینلی
آندریا آگوستینلی (ایتالیایی: Andrea Agostinelli؛ زادهٔ ۲۰ آوریل ۱۹۵۷) بازیکن فوتبال اهل ایتالیا است.

## باشگاهی
از باشگاه‌هایی که در آن بازی کرده‌است می‌توان به باشگاه ورزشی لاتزیو، باشگاه فوتبال مودنا، باشگاه فوتبال لودیجیانی کالچو، باشگاه فوتبال لچه، باشگاه فوتبال پیستویزه، باشگاه فوتبال آتالانتا، باشگاه فوتبال جنوآ، باشگاه فوتبال آولینو، و باشگاه فوتبال ناپولی اشاره کرد.

## تیم ملی
وی همچنین در تیم‌های ملی فوتبال زیر ۲۱ سال ایتالیا بازی کرده‌است.